# かみなり三代
『かみなり三代』（かみなりさんだい）は、1968年10月12日から1969年2月22日まで日本テレビ系列局で放送されていたテレビドラマである。日活と日本テレビの共同製作。全20話。カラー放送。放送時間は毎週土曜 20:00 - 20:56 （日本標準時）。

## 概要
本作は「中条薫は茶道の家元・中条家の一人息子だが、家系をたどればこの一家、喧嘩の歴史であることが分かる」というナレーションで始まるように、この一家は「ケンカ中条」と異名をとるほどの一家。生来の喧嘩っ早さと強い個性がぶつかり合い、毎回様々な喧嘩のスタイルを見せる。そんな中条家と、上条家など周りの人々との模様を絡めてコミカルに描いたホームコメディ。

## キャスト
- 中条薫：高橋英樹
- 中条兵太郎（祖父）：柳家金語楼
- 中条剛（父）：松村達雄
- 中条兼子（叔母）：荒木道子
- 山川次郎：鈴木やすし - おでん屋を経営。
- 山川の妹：山本陽子
- 上条牧子：梓英子 - 薫の幼馴染み
- 上条貞美：竜崎一郎
- 上条高峰：田口計 - 上条家の高弟
- 桂千代：丹下キヨ子 - 桂病院院長
- 保田教授：河野秋武
- 伊藤るり子
- 茅島成美
- 坪内美詠子
- 桑山正一
- 朝倉宏二
- ほか

## スタッフ
- 脚本：窪田篤人、斎藤良輔、藤川桂介、保利吉紀、小川英、永原秀一、牧野和夫、椎名利夫、大石隆一
- 監督：齋藤武市、野村孝、白鳥信一、武田靖、馬越安彦、遠藤三郎、柴田米幸
- 制作：日活、日本テレビ

## 放送日程
| 話数 | 放送日          | サブタイトル           | 脚本     | 監督     | ゲスト                                                                                   |
| ---- | --------------- | ---------------------- | -------- | -------- | ---------------------------------------------------------------------------------------- |
| 1    | 1968年 10月12日 | あゝ喧嘩               | 窪田篤人 | 齋藤武市 | 五井秀彦：小高雄二、伊藤延広                                                             |
| 2    | 10月19日        | 親が親なら             | 斎藤良輔 | 齋藤武市 | 由里香：稲垣美穂子、波多野憲                                                             |
| 3    | 10月26日        | 刺青と女               | 斎藤良輔 | 野村孝   |                                                                                          |
| 4    | 11月2日         | 青春をぶっつけろ       | 斎藤良輔 | 白鳥信一 | ふく：佐藤サト子、梅吉：深江章喜、千代：長谷川澄子、川地民夫、桜井浩子、藤竜也           |
| 5    | 11月9日         | 断られた縁談           | 藤川桂介 | 野村孝   | 服部マリ、郷鍈治、高橋長英、堀井永子                                                     |
| 6    | 11月16日        | つまずいたら起き上がれ | 保利吉紀 | 白鳥信一 | 杉田京子、永山一夫、田島和子                                                             |
| 7    | 11月23日        | ふうてん三代           | 小川英   | 武田靖   | 夕空マリ：小畑ミキ、マリの母：関千恵子、マリの祖母：武智豊子、谷刑事：高城淳一、田中春男 |
| 8    | 11月30日        | 俺達には明日がある     | 永原秀一 | 武田靖   | 松山英太郎、草間靖子、野呂圭介、下條正巳                                                 |
| 9    | 12月7日         | あゝ男と女             | 永原秀一 | 馬越安彦 | 島かおり、桂麻紀、中村是好、佐藤博                                                       |
| 10   | 12月14日        | ごまかしは嫌だ         |          | 遠藤三郎 | 松木路子、細川俊夫、柳谷寛、岸田和美                                                     |
| 11   | 12月21日        | 犬と狼                 |          | 白鳥信一 | 牧野真理                                                                                 |
| 12   | 12月28日        | お茶と花嫁             | 牧野和夫 | 白鳥信一 | 石田松弥：藤原釜足、亀井光代                                                             |
| 13   | 1969年 1月4日   | 男はいちど勝負する     | 椎名利夫 | 白鳥信一 |                                                                                          |
| 14   | 1月11日         | よろめいたご隠居さん   | 椎名利夫 | 武田靖   | 松平秋子：月丘夢路                                                                       |
| 15   | 1月21日         | 私は我慢出来ない       | 斎藤良輔 | 武田靖   | 上田吉二郎、新克利                                                                       |
| 16   | 1月28日         | 住めば都というけれど   | 藤川桂介 | 白鳥信一 | 和田孝、大泉滉                                                                           |
| 17   | 2月1日          | 消えた家宝             | 大石隆一 | 柴田米幸 | 市村俊幸、青木一子                                                                       |
| 18   | 2月8日          | 恋の季節               | 斎藤良輔 | 白鳥信一 | 三宅邦子、伊藤孝雄、石川進                                                               |
| 19   | 2月15日         | 縁談、縁談、また縁談   | 椎名利夫 | 武田靖   |                                                                                          |
| 20   | 2月22日         | 飛びだした若親分       | 椎名利夫 | 白鳥信一 | 笠置シヅ子                                                                               |